# Internationaler Flughafen Nursultan Nasarbajew

i7
i11
i13
Der Flughafen „Nursultan Nasarbajew“ (kasachisch Нұрсұлтан Назарбаев Халықаралық Әуежайы Nursultan Nasarbajew Chalyqaralyq Äujeschajy, russisch Междунаро́дный аэропо́рт «Нурсултан Назарбаев» Meschdunarodnyj Aeroport „Nursultan Nasarbajew“, IATA-Code: NQZ, ICAO-Code: UACC) ist ein internationaler Flughafen, der die kasachische Hauptstadt Astana bedient.
Mit 4,3 Millionen Passagieren im Jahr 2017 ist er der zweitgrößte Flughafen in Kasachstan, nach dem Flughafen der früheren Hauptstadt Almaty. Er verfügt über ein nationales und ein internationales Terminal.

## Geschichte

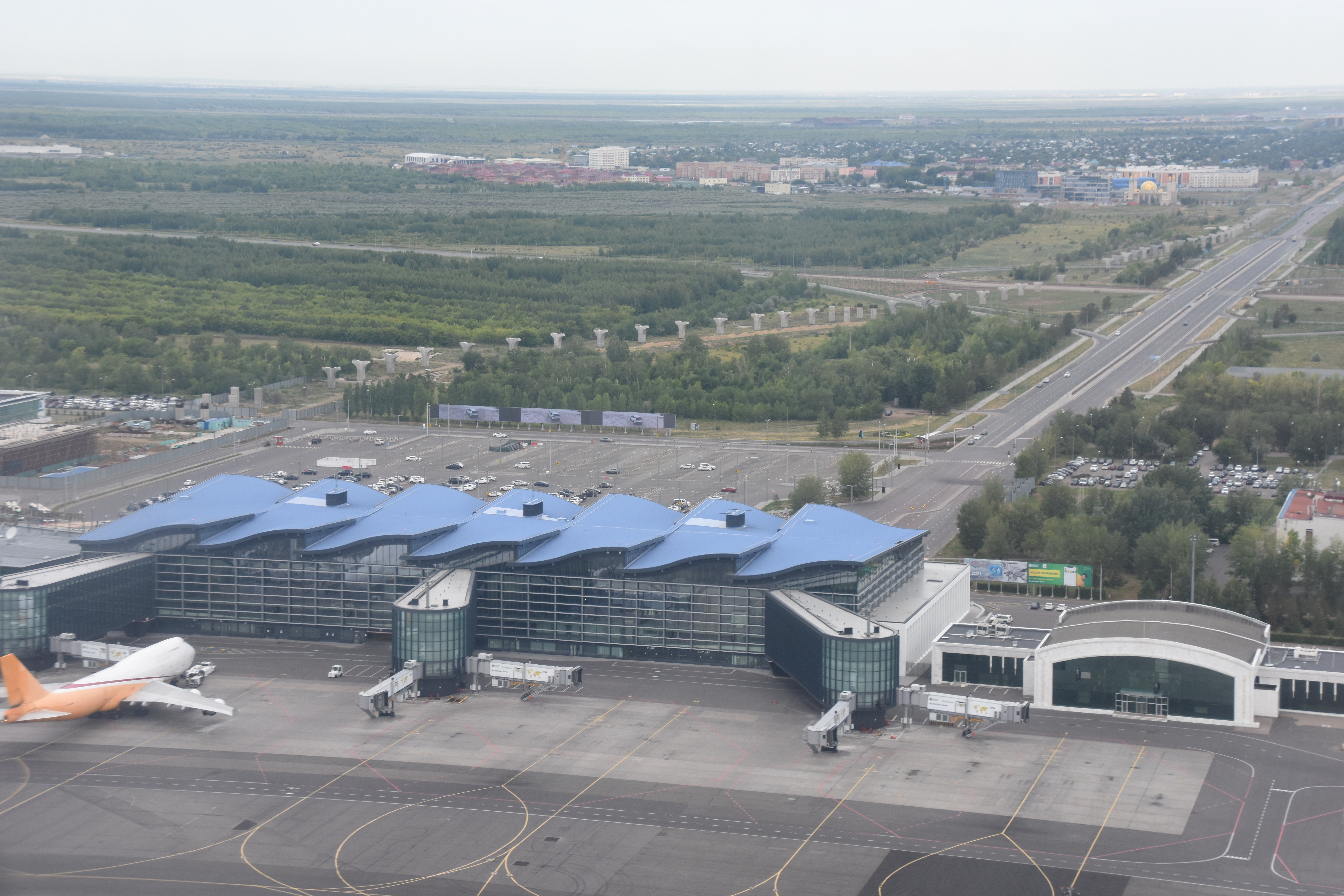
Vogelperspektive auf das Terminal des Nursultan Nazarbayev International Airport

Die Geschichte des Flughafens reicht bis ins Jahr 1931 zurück, als der erste Flugplatz der Stadt eröffnet wurde. Im Jahr 2005 wurden die Gebäude des Flughafens durch einen Neubau ersetzt, damit sie den internationalen Standards eines Flughafens gerecht werden.
Der Flughafen ist ein sogenannter „Silent Airport“. Es gibt keine Durchsagen, sondern alle Ankündigungen werden nur auf Monitoren angezeigt.

## Ziele
Der Flughafen ist eines der zwei Drehkreuze der nationalen kasachischen Fluggesellschaft Air Astana, die von hier aus 14 nationale Ziele, darunter Almaty oder Qaraghandy und auch mehrere Städte in Europa und Asien, anfliegt. Im deutschsprachigen Raum wird Frankfurt bedient. 
Nursultan war ein Drehkreuz der Lufthansa Cargo für Flüge nach ganz Asien.